# Rieter

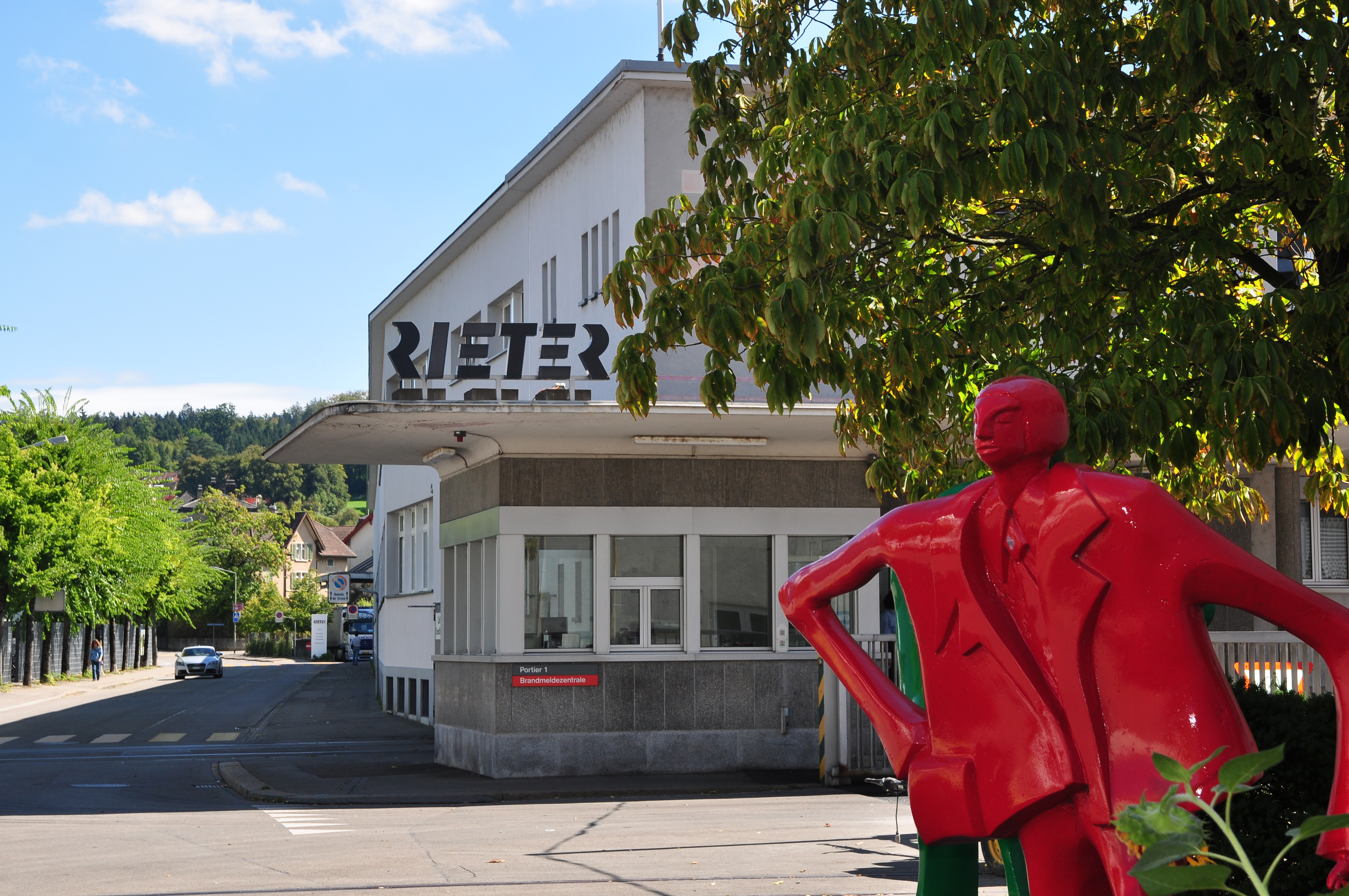
Firmensitz in Winterthur (Arealeingang)

Die Rieter Holding AG ist die Konzernobergesellschaft des international tätigen Schweizer Textilmaschinen-Herstellers mit Hauptsitz in Winterthur.
Der im Textilmaschinenbau und ehemals in der Automobil- und Kunststoffindustrie tätige Konzern wurde 1795 als J. J. Rieter & Cie. gegründet und war vor seiner Umfirmierung als Maschinenfabrik Rieter AG bekannt.

## Aktionärsstruktur
(Stand: Juli 2023):
- Peter Spuhler (indirekt gehalten) – 33,12 %
- Martin Haefner (indirekt gehalten) – 7,64 %
- Rieter Holding – 3,01 %
- Streubesitz – Rest

Die Aktien der Rieter Holding AG sind an der Schweizer Börse SIX Swiss Exchange kotiert.

## Geschichte

Die Spinnerei Niedertöss (vor 1829)

Die Spinnerei Niedertöss Rieter um 1873

Johann Jacob Rieter (1762–1826) gründete die Firma J. J. Rieter & Cie. 1795 in Winterthur als Handelsunternehmen für exotische Gewürze und Baumwolle. Begünstigt durch die napoleonische Kontinentalsperre stieg Rieter mit eigenen Spinnereien in die Fertigung von Textilien ein und erwarb 1833 die Gebäude des ehemaligen Klosters Töss in der damals noch selbständigen Gemeinde Töss bei Winterthur als Fabrikgelände.
Ähnlich wie viele andere Textilhersteller des 19. Jahrhunderts betrieb auch Rieter seine eigene Maschinenfabrik. Diese spezialisierte sich auf die Herstellung von Textilmaschinen und die zugehörigen Antriebe und Kraftübertragungssysteme. Bereits in den frühen 1830er-Jahren wurden komplette Anlagen von Spinnereimaschinen inklusive Wasserräder und Transmissionen ins nahe Ausland geliefert. Daneben stellte Rieter auch elektrische Ausrüstungen für Lokomotiven und Straßenbahnen, Gewehre und Motoren her. Rieter erstellte 1852 die erste Arbeitersiedlung der Schweiz und war damit ein Pionier der Arbeiterfürsorge. 1891 wurde die Firma von der Familie Rieter in die Aktiengesellschaft Maschinenfabrik Rieter AG umgewandelt. Der letzte Familienangehörige in der Firmenleitung war Benno Rieter (1870–1925). Während des Ersten Weltkriegs beschloss die Firmenleitung 1915 die Konzentration auf die Herstellung von Spinnereimaschinen.
Rieter dehnte später seine Geschäftstätigkeit wieder aus, unter anderem in den Chemiefaserbereich. Nach dem Zweiten Weltkrieg folgte die Expansion ins Ausland, 1951 in die USA (American Rieter Company, Arlington) und 1962 nach Indien (Coimbatore). 1970 wurde die Pensionskasse der Firma Rieter gegründet. In den 1980er-Jahren expandierte und diversifizierte Rieter durch Firmenzukäufe stark. 1982 wurde die englische Firma Ernest Scragg & Sons (Texturiermaschinen), 1987 die Schubert & Salzer Maschinenfabrik AG (Rotorspinnmaschinen) übernommen.
1984 übernahm Rieter die schweizerische Unikeller Holding AG und stieg damit als Zulieferer in die Automobilindustrie ein. Als direkte Folge hiervon wurde 1985 die Maschinenfabrik Rieter AG zur Rieter Holding AG, der neuen Dachgesellschaft des Konzerns, während der Name Maschinenfabrik Rieter AG auf ein neu gegründetes Tochterunternehmen überging, in dem der Geschäftsbereich Textilmaschinen zusammengefasst wurde. Per 1. April 2024 wurde die Maschinenfabrik Rieter AG zur Rieter AG umfirmiert.
Nach einer Krise zu Beginn der 1990er-Jahre folgten weitere Akquisitionen:
- 1992 Rieter Automatik Apparate-Maschinenbau, Großostheim (Synthesefaser- und Granuliermaschinen)
- 1994 Elitex, Ústí nad Orlicí (Spinnmaschinen, Autozulieferer) und Firth Furnishings, Heckmondwike (Autoteppiche)
- 1995 Globe Industries, Chicago (Autozulieferer)
- 1996 Fimit Turin (Autozulieferer)
- 1997 Ello, São Bernardo do Campo (Autozulieferer)
- 2000 Teile des französischen ICBT-Konzerns, Valence (Vliesherstellungs- und Garnveredlungsmaschinen)
- 2001 Teile der deutschen Süßen-Gruppe (Spinnmaschinen)
- 2002 Idea Institute, Turin (Autodesign und -engineering)
- 2003 substanzielle Beteiligung an der spanischen Saifa-Keller S.A. (Autozulieferer)
- 2005 Hogra Holding AG (Komponenten für Stapelfasermaschinen)

Die Unikeller Holding fusionierte 1989 mit der Rieter Holding, unter Beibehaltung des Namens Unikeller für den Geschäftsbereich Automobilteile, der schließlich 1995 in Rieter Automotive Systems umbenannt wurde. Im Laufe des Jahres 2010 wurde die Wiederauslagerung der Automobilsparte in ein eigenständiges Unternehmen in die Wege geleitet. Die im Dezember 2010 hierfür neu gegründete Unikeller Holding AG wurde per 22. März 2011 mit dem Versand der Einladungen zur Generalversammlung und der Publikation der Statuten in Autoneum Holding AG umbenannt. An der Generalversammlung vom 13. April 2011 wurde die Aufteilung von der Mehrheit der Rieter-Aktionäre angenommen, womit der Geschäftsbereich Automotive Systems seit dem 13. Mai 2011 unter dem Namen Autoneum als selbstständiges Unternehmen tätig ist.
2015 wurde am Firmensitz in Winterthur ein Abbau von 150 Stellen in der Produktion bekannt gegeben. Am 1. Februar 2017 wurde bekannt, dass Rieter an seinem Standort im deutschen Ingolstadt 220 Stellen streichen und seine Produktion nach Tschechien verlagern will.
2021 wurden drei Geschäftsbereiche von Saurer übernommen. Die beiden Verwaltungsräte Luc Tack und Stefaan Haspeslagh sollen in einer außerordentlichen Generalversammlung abgerufen werden, da sie in Zusammenhang mit der Transaktion die gesetzliche Treuepflicht schwerwiegend verletzt hätten.
2023 wurde ein weiterer Abbau von bis zu 900 Stellen bekannt gegeben. Außerdem wird zum Jahresende 2023 der Standort Ingolstadt vollständig geschlossen und die dort vorhandene Forschung und Entwicklung sowie Bestandsmaschinenbetreuung für Strecken und Rotorspinnmaschinen auf andere Standorte verlagert. Bereits 2019 hatte das Unternehmen dort sein 128.000 m² großes Werksgelände für 60 Millionen Euro an die Gerchgroup veräußert und sich für die verbleibenden Arbeitsplätze ab 2021 in einen Neubau der Geiger-Gruppe eingemietet. Ebenso wurde 2023 ein 75.000 m² großes Grundstück in Winterthur für 96 Millionen Franken an die Firma Allreal Glattpark veräußert. An dem Unternehmen Allreal hält der Rieter-Hauptaktionär Peter Spuhler Anteile und sitzt im Verwaltungsrat. Bis 2024 wird in Winterthur ein neuer Gebäudekomplex gebaut, der Verwaltung, Entwicklung und Vertrieb enthält.
2024 hat Rieter das französische Unternehmen Petit Spare Parts SAS übernommen, ein Zulieferer in der Textilbranche für Ersatzteile, Fadenführer, Spindeln und Riemen mit Sitz in Aubenas.

## Geschäftsbereiche
Der Rieter-Konzern umfasst heute die drei Divisionen Machines & Systems, After Sales sowie Components und ist der führende Anbieter von Systemen für die Kurzstapelfaser-Spinnerei. Das Unternehmen entwickelt und fertigt Maschinen, Systeme und Technologiekomponenten für die Verarbeitung von Natur- und synthetischen Fasern sowie deren Mischungen zu Garnen. Rieter ist gemäß eigenen Angaben der einzige Anbieter weltweit, der sowohl die Prozesse für Spinnereivorbereitung als auch sämtliche vier etablierten Endspinnverfahren abdeckt. An 18 Produktionsstandorten in zehn Ländern werden weltweit 5100 Mitarbeiter beschäftigt, davon etwa 16 % in der Schweiz. (Stand: 2023)

## Tochtergesellschaften
Neben der Schweizer Muttergesellschaft, der Rieter Holding AG, besteht der Konzern aus 35 Tochtergesellschaften in 15 Ländern, dazu kommt ein assoziiertes Unternehmen in Italien. Darunter befinden sich:
- Bräcker AG (Schweiz)
- Graf + Cie AG (Schweiz)
- Rieter AG (Schweiz)
- Novibra Boskovice s.r.o. (Tschechien)
- Rieter America, LLC (USA)
- Rieter Asia (Taiwan) Ltd. (Taiwan)
- Rieter Brasil Comércio e Representação de Máquinas e Sistemas Têxteis Ltda. (Brasilien)
- Rieter China Textile Instruments Co. Ltd. (China)
- Rieter CZ s.r.o. (Tschechien)
- Rieter India Pvt. Ltd. (Indien)
- Rieter Components Germany GmbH (Deutschland)
- Rieter Ingolstadt GmbH (Deutschland)
- Rieter Textile Machinery Trading & Services Ltd. (Türkei)
- Rieter Uzbekistan FE LCC (Usbekistan)
- Spindelfabrik Suessen GmbH (Deutschland)
- SSM Schärer Schweiter Mettler AG (Schweiz)
- Wilhelm Stahlecker GmbH (Deutschland)
- Rieter Automatic Winding GmbH (Deutschland)